# Шулги
Шулги је био други владар Сумерско-акадског царства. Владао је четрдесет и осам година (према доњој хронологији). Носио је титулу „цара од све четири стране света”.

## Први период владавине
Шулги је био син и наследник Ур-Намуа, оснивача династије. Његова дуга владавина (четрдесет и осам година) може се поделити у два периода - период мира у првој половини и период освајања у другој половини. Током првог периода Шулги се, као и његов отац, бавио градитељском делатношћу. Подигао је светилиште у Нипуру богу Енлилу, храмове у Сузи за еламска божанства и за себе монументалну громницу у Уру. Она је до данас сасвим опљачкана. Године 2054. п. н. е. основао је свој архив у Пурзиш-Дагану. До данас је откривен и сачуван велики број таблица Шулгијевог архива.

## Војни походи
Шулги је био син оснивача династије, Ур-Намуа. За разлику од похода свога оца, Шулги је оставио доста података од својим војним походима. Они су били усмерени на Загрос. Еламски Аншан био је у саставу Шулгијеве краљевине, а против Лулубејаца, Симурана и Гута је водио чак девет похода. Сукобљавао се и са Хуритима који ће касније основати независну Митанску државу. У саставу Шулгијеве државе налазила се и Асирија (заједно са градом Ашуром) и град Мари. Своје кћери удао је за еламског краља Маркашу и енсија Аншана. Касније долази у сукоб са зетом те улази у Аншан и разара га. Међутим, није успео да освоји читав Елам који ће касније бити један од узрочника пада краљевине

## Шулгијева држава
Шулги је носио титулу "цара све четири стране света" што значи да су га поданици сматрали божанством. Своју је државу поделио на 23 дистрикта на челу са енсијима (цивилним) и војним заповедницима. Увео је јединствени систем мера и тегова, извоз пива, уља и тканина и увоз метала. Неки историчари припиују му и израду најстаријег законика. Међутим, званично је законик саставио његов отац. Сачувано је тридесетак химни у Шулгијеву част, а један месец у сумерском календару добио је име по њему. Наследио га је син Амар-Син.

## Владари Сумерско-акадског царства
| Владар                                           | Наследник     | Дужина владавине | Приближане године владавине                  | Коментар          |
| ------------------------------------------------ | ------------- | ---------------- | -------------------------------------------- | ----------------- |
| Ур-Наму                                          |               | 18 година        | око 2047–2030. п. н. е. (Кратка хронологија) | Оснивач династије |
| Шулги                                            | Син Ур-Намуа  | 46 година        | око 2029–1982. п. н. е.                      |                   |
| Амар-Син                                         | Шулгијев син  | 9 година         | око 1981–1973. п. н. е.                      |                   |
| Шу-Син                                           | Син Амар-Сина | 9 година         | око 1972–1964. п. н. е.                      |                   |
| Иби-Син                                          | Син Шу-Сина   | 24 Година        | око 1963–1940. п. н. е.                      |                   |
| Еламци разарају Ур, краљ одведен у заробљеништво |               |                  |                                              |                   |